# Historia Kołobrzegu

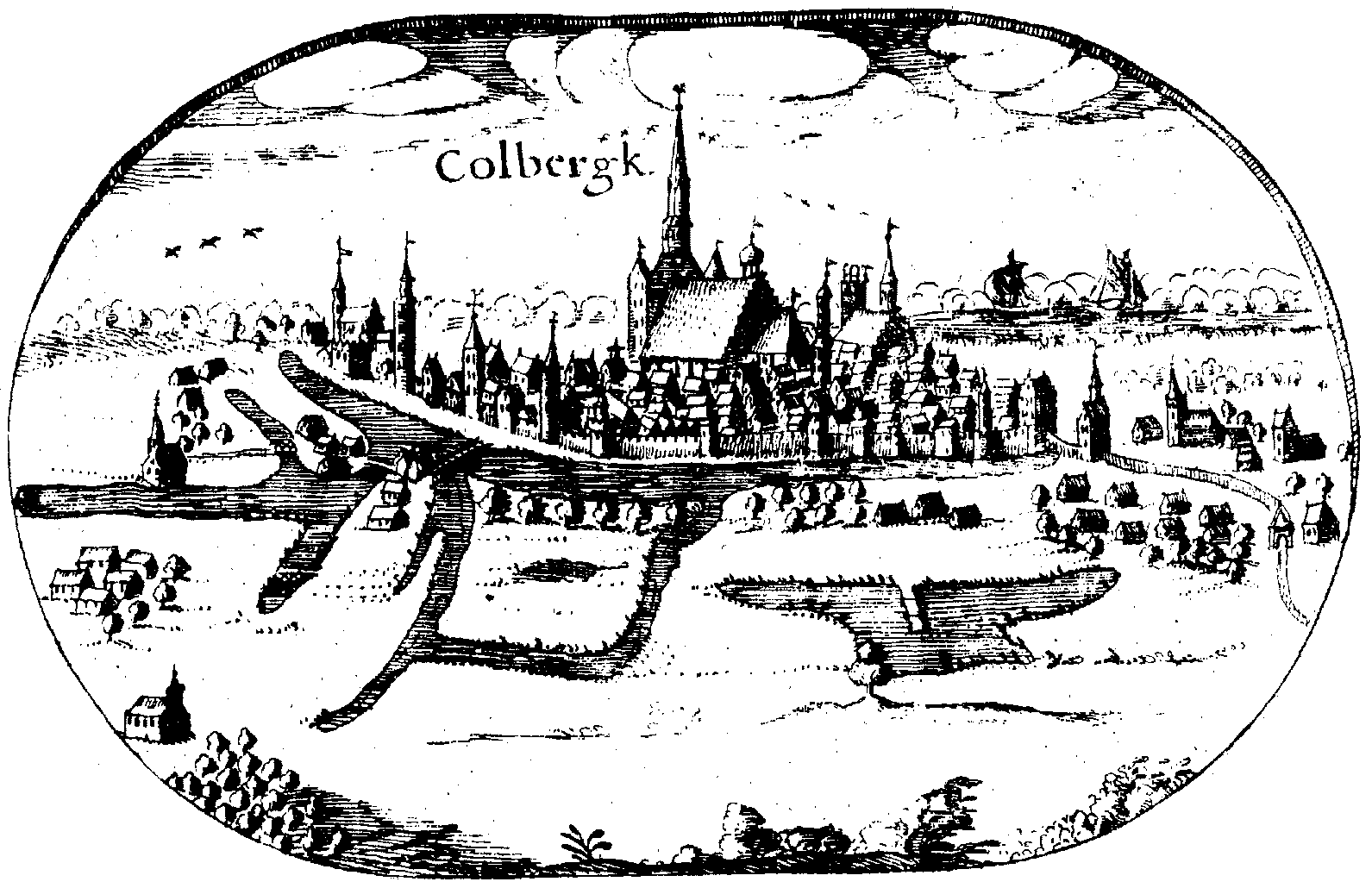
Panorama miasta z Wielkiej Mapy Księstwa Pomorskiego

Historia Kołobrzegu, jednej z najstarszych miejscowości na Pomorzu, sięga VIII wieku, kiedy istniała tu osada znana z pozyskiwania soli z solanek. Znacznie rozwinął się Kołobrzeg w następnym stuleciu, zastępując starszy ośrodek w Bardach-Świelubiu. Około 880 roku na terenie Budzistowa powstał pierwszy gród i tam znajdował się pierwotnie Kołobrzeg. W X wieku Mieszko I włączył ten ważny gród do państwa polskiego i rozbudowywał po 979 roku co potwierdzają charakterystyczne dla Piastów izbice w konstrukcji wałów. Komunikacja z Wielkopolską odbywała się wzdłuż Parsęty i Gwdy. Syn Mieszka, Bolesław I Chrobry podczas Zjazdu w Gnieźnie w roku 1000 postanowił utworzyć tu biskupstwo z biskupem Reinbernem, co potwierdza wielkie znaczenie Kołobrzegu w skali państwa Piastów, równe Wrocławiowi i Krakowowi. Po śmierci Chrobrego i klęskach poniesionych przez Mieszka II, Pomorze wróciło do pogaństwa. W 1103 roku Bolesław III Krzywousty, jak pisał Gall Anonim, musiał zdobywać sławne miasto Kołobrzeg. W 1107 roku Krzywousty przyjął tu hołd księcia pomorskiego. W 1125 do miasta przybył Otto z Bambergu i wzniósł kościół pod wezwaniem NMP. W 1140 roku wzmiankowano w Kołobrzegu targ. Przed 1222 zbudowano kościół św. Jana Chrzciciela i Jana Ewangelisty. W 1255 roku na północ od grodu Mieszka I lokowano miasto na prawie lubeckim.
W ciągu kilkuset lat znajdowało się pod rządami: Duńczyków, książąt pomorskich, Brandenburgii, Prus i Niemiec; w 1945 zostało wcielone do Polski.

## Dzieje osadnicze
Dzieje osadnictwa na terenie współczesnego Kołobrzegu sięgają okresu przedpiastowskigo. Prawdopodobnie już w VII wieku na Wyspie Solnej u wybrzeży Bałtyku istniała osada, w której pozyskiwano sól ze źródeł solankowych. Szybko stało się to źródłem bogactwa okolicznych mieszkańców. W IX wieku ok. 4 km od wybrzeża w dół rzeki Parsęty wzniesiono gród. Jego ślady do dziś można odnaleźć na przedmieściach miasta, na terenie dzisiejszego Budzistowa. Wokół grodu rozwijało się osadnictwo. Eksportowano stąd sól m.in. do Wielkopolski i na Śląsk. Sól była w owych czasach jednym z najbardziej cenionych i pożądanych bogactw; sprowadzano ją nieraz tysiącami kilometrów. Zwłaszcza latem, do przechowywania ryb, głównie śledzi. Używali jej w Kołobrzegu w dużych ilościach głównie rybacy. Sprzedawano ją również przybywającym z różnych stron kupcom. Kołobrzeg był więc dużym portem oraz ośrodkiem handlu solą i rybami. Co prawda ustępował wielkością i znaczeniem handlowym Wolinowi, ale miał nad nim tą niewątpliwą przewagę, że leżąc dalej na wschód nie był narażony na ciągłe napady Duńczyków. Miejscowi rzemieślnicy wyspecjalizowali się w obróbce żelaza, poroża i bursztynu, którym handlowali z wikingami. Wieści o bogactwie grodu dotarły na Ostrów Lednicki. Wkrótce nad Parsętę przybyli woje Mieszka I. Gród został zdobyty i obsadzony załogą. Stał się silnym ośrodkiem władzy Piastów na Pomorzu Zachodnim. Towarzyszyła temu (datowana na l. 80. X wieku) przebudowa grodu oraz zmiany w produkcji rzemieślniczej miasta. Dużą rolę odegrało korzystne położenie Kołobrzegu. Przede wszystkim był to naturalny port morski przy ujściu rzeki Parsęty, położony w środkowej części ziem pomorskich, na szlaku łączącym Wolin z Gdańskiem. Bałtycka wyspa Bornholm, położona naprzeciw Kołobrzegu, ułatwiała etapową żeglugę i handel ze Skandynawią, a zwłaszcza z Birką – dużym ośrodkiem handlowym w Szwecji. Z drugiej, południowej strony w odległości 250 km leżał główny ośrodek młodego państwa polskiego – Poznań. Z Poznania do Kołobrzegu można było w owych czasach dostać się zarówno drogą lądową, jak i rzekami – Wartą, Notecią i Parsętą.
Wczesnośredniowieczny Kołobrzeg składał się z grodu właściwego, warownego podgrodzia, kilku osad otwartych oraz położonego przy ujściu Parsęty zespołu osad warzelniczych z gródkiem strażniczym.

## Biskupstwo
Na zjeździe gnieźnieńskim w 1000 r. Bolesław I Chrobry wraz z cesarzem Ottonem III powołali arcybiskupstwo gnieźnieńskie, któremu podporządkowali biskupstwa w Krakowie i Wrocławiu. Wtedy także powstało biskupstwo w Kołobrzegu, a dzięki niemieckiemu kronikarzowi Thietmarowi z Merseburga znamy imię pierwszego biskupa: „...arcybiskupowi Radzimowi, bratu męczennika, podlegać miał Reinbern, biskup kościoła Soli Kołobrzeskiej (łac. Salsae Cholbergiensis aecclesiae episcopus), krakowski Poppo i wrocławski Jan. Poza jego jurysdykcją pozostał tylko poznański Unger. Jak wyjaśnia Lech Leciejewicz: 

Dlaczego na siedzibę biskupa Reinberna wybrano właśnie Kołobrzeg? Był to gród, położony przy ujściu Parsęty do Bałtyku, znany również później, w XII-XIII wieku, ze swych warzelni soli. Sądzę, że Thietmar dwukrotnie jeszcze używając określenia Salsa Cholbergiensis, przekazał nam pierwotną nazwę tej miejscowości, która brzmiałaby „Solec” lub „Sól koło brzegu”. Później nazwa ta, podobnie jak w przypadku „Magnum Sal” koło Krakowa, dzisiejszej Wieliczki, uległa skróceniu...

Kołobrzeg stał się stolicą biskupstwa, tym samym został wyróżniony i usytuowany na równi z takimi grodami jak Kraków, Wrocław czy Poznań. „Chloberg” nie cieszył się długo tak wysoką pozycją. Być może sprawiła to nazbyt gorliwa działalność biskupa, który „niszczył i palił świątynie z posągami bożków i oczyścił morze zamieszkane przez złe duchy, wrzuciwszy w nie cztery kamienie pomazane świętymi olejami i skropiwszy je wodą święconą”. Nawrót pogaństwa zmusił biskupa do ucieczki i opuszczenia diecezji, a Kołobrzeg stracił status stolicy biskupiej na rzecz położonego dalej na zachód Wolina a późnej Kamienia. Słowiański Cholberg odzyskał niezależność, którą cieszył się aż do czasów Bolesława III Krzywoustego. W 1103 umocnienia grodu okazały się zbyt potężne – nie zdołano go opanować mimo zaskoczenia obrońców. Co nie udało się w 1103, zakończyło się sukcesem w 1107 lub 1108 Mieszkańcy w obawie o życie poddali się, a całe Pomorze Środkowe ponownie znalazło się w granicach państwa piastowskiego. Z dumą pisał wówczas o Kołobrzegu Gall Anonim, który uznał je za „miasto sławne”.

## Kołobrzeg w XII-XVIII wieku

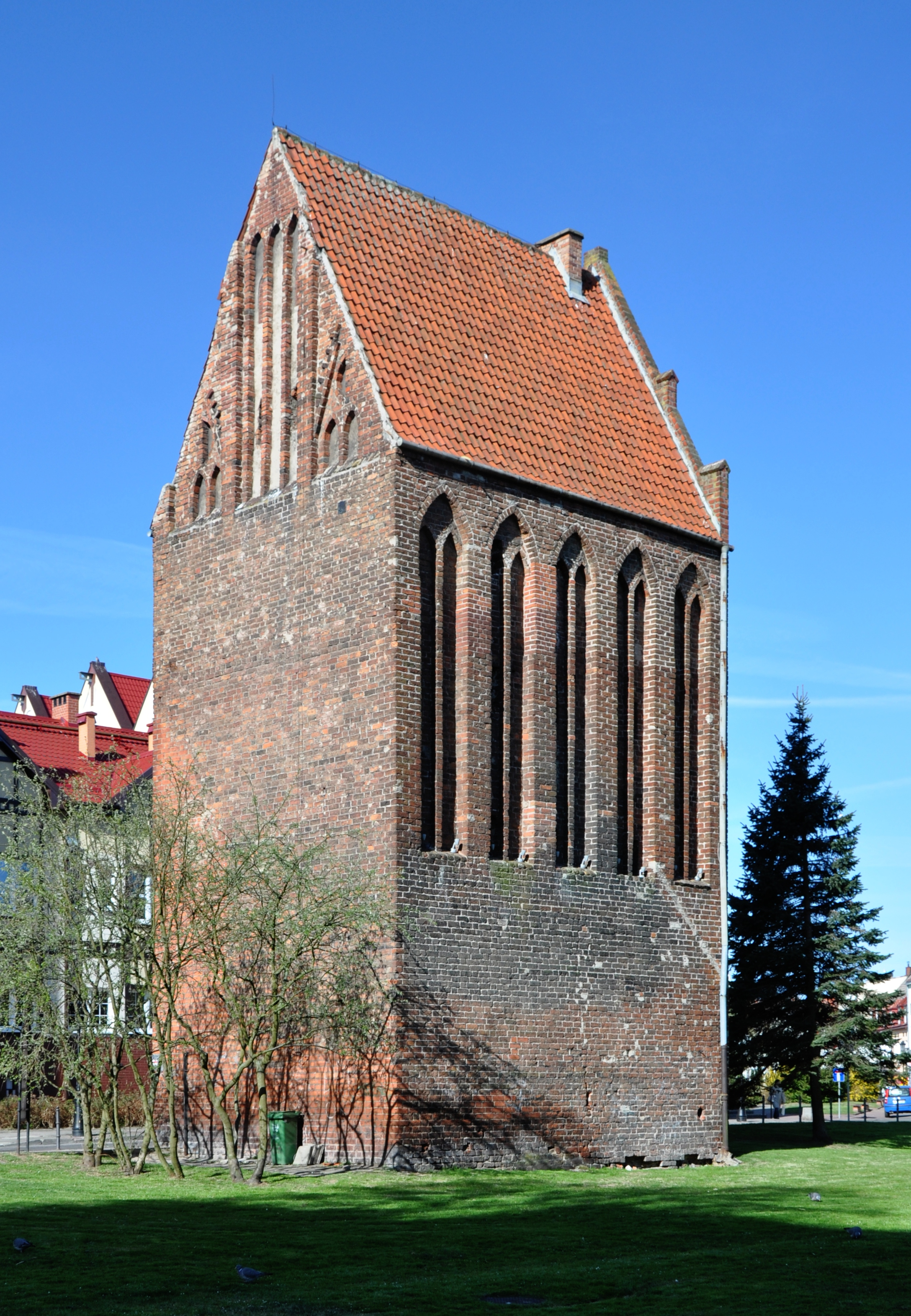
Baszta Lontowa z XIV wieku – jedna z niewielu pozostałości po średniowiecznym mieście

Już w latach 30. XII w. Kołobrzeg znalazł się pod zwierzchnictwem cesarstwa. W latach 1187–1227, gdy w Polsce powiększało się rozbicie dzielnicowe, Pomorze z Kołobrzegiem znalazło się pod władzą Duńczyków. Związani z nim więzami krwi książęta zachodniopomorscy powoli odzyskali niezależność. 23 maja 1255 książę Warcisław III i biskup kamieński Hermann von Gleichen lokowali nowe miasto na prawie lubeckim, zwolnione przez pięć lat z płacenia wszelkich należności. Miasto miało też 100 łanów ziemi uprawnej, kołobrzeski las oraz prawo połowu ryb w morzu pomiędzy ujściami Regi i Parsęty. Powstało ono bliżej wybrzeża. Opuszczono dawny gród, który w pamięci potomnych zachował się jako Stare Miasto (niem. Altstadt). Znajdują się tam m.in. pozostałości kilku kościołów: katedry biskupa Reinberna, kościoła św. Ottona, kaplicy św. Piotra czy klasztoru benedyktynek. Pamiątką po dawnych czasach pozostał kościółek św. Jana Chrzciciela, wymieniany w kronikach już w 1222 W średniowieczu do miasta przybywali liczni osadnicy, zwłaszcza z Niemiec – m.in. z Lubeki i Gryfii. Na przełomie XIII i XIV w. Kołobrzeg był już silnym miastem hanzeatyckim. Wkrótce został otoczony murami i fosą, stając się ważnym ośrodkiem handlowym i gospodarczym. Równocześnie powoli znikał jego słowiański charakter, ustępując żywiołowi niemieckiemu. W XVI w. władze miejskie zakazały m.in. przyjmować do cechów rzemieślników z Polski.

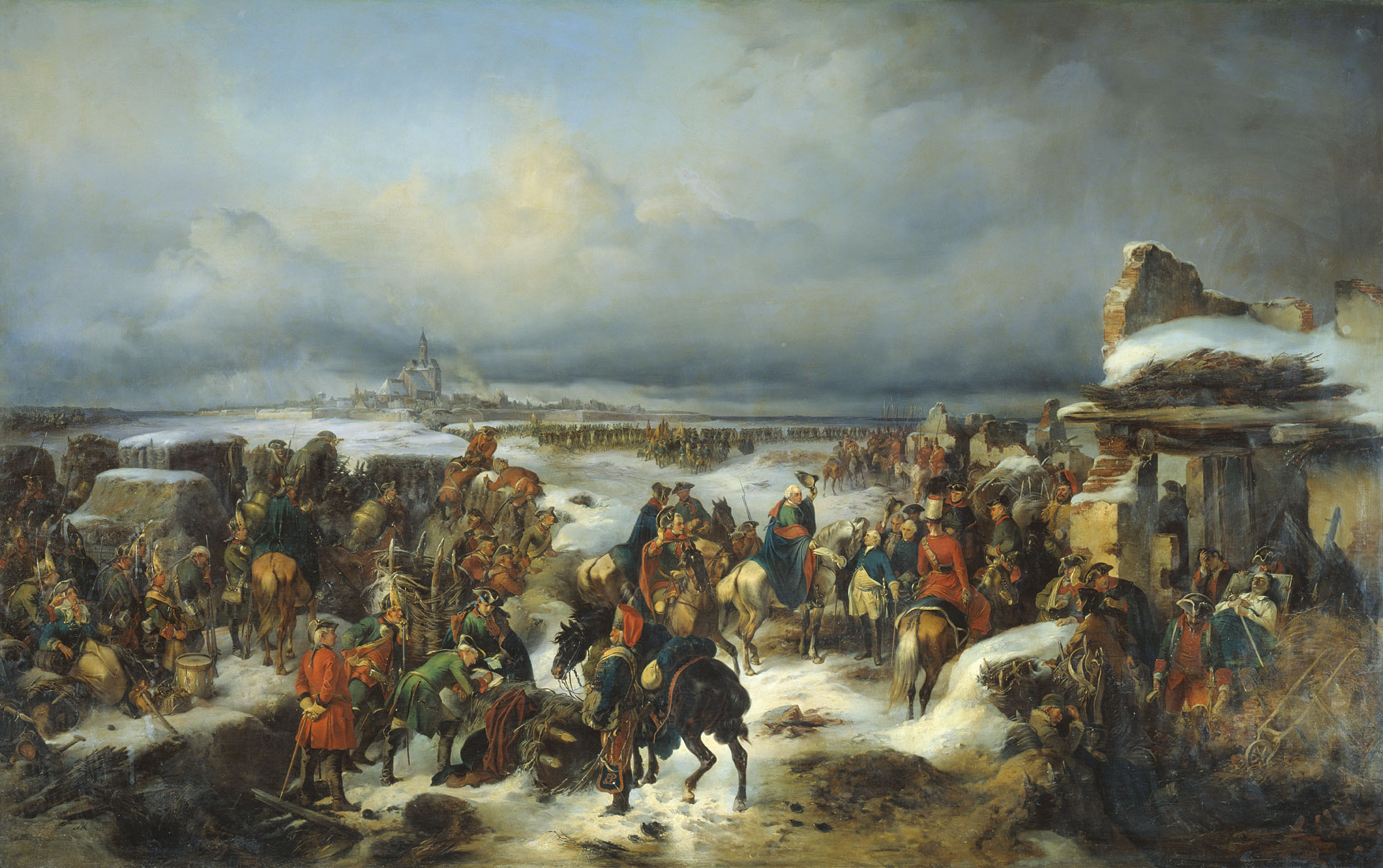
Upadek Kołobrzegu w 1761

W połowie XVII w. nadbałtyckie potęgi Szwecja i Brandenburgia zaczęły przygotowywać się do walki z Austrią o panowanie w Starej Rzeszy. Jak się wkrótce okazało, teren Pomorza Zachodniego stał się areną przemarszów wojsk, a także działań wojennych. W okresie wojny trzydziestoletniej (1618–1648) Kołobrzeg opanowały wojska szwedzkie. Opuściły miasto dopiero w 1653, odstępując na drodze układów Brandenburgii. Wcześniej towarzysząca wojsku epidemia spowodowała śmierć ponad 3,5 tys. mieszkańców. W tym czasie miasto nad Parsętą zdominowane było przez niemiecki patrycjat. W drugiej połowie XVII w. Kołobrzeg otoczono potężnymi umocnieniami ziemnymi, ufortyfikowano nawet latarnie morskie. Miasto stało się jedną z najsilniejszych twierdz regionu. W 1701 rada miasta przysięgła wierność królowi pruskiemu, a nad starym gotyckim ratuszem zawisł sztandar z orłem dwugłowym. W granicach Prus, a potem Niemiec Kołobrzeg pozostał aż do 1945. Zerwanie stosunków z Polską oznaczało jednak dla mieszkańców miasta kryzys gospodarczy. Przynoszący od wieków dochody handel solą zaczął zamierać, a prywatni właściciele zmuszeni byli odsprzedawać swoje przedsiębiorstwa.
W okresie wojny siedmioletniej (1756–1763) miasto trzykrotnie oblegali Rosjanie, pragnąc założyć tu bazę floty. Zdobyli Kołobrzeg 17 grudnia 1761 i okupowali do 9 sierpnia 1762. Po zakończeniu wojny siedmioletniej Kołobrzeg powoli dźwigał się z zapaści. Zaczął rozwijać się tu przemysł włókienniczy.

## Wojny napoleońskie
Podczas wojen napoleońskich i ataku wojsk francuskich na Prusy, Kołobrzeg pozostał jednym z nielicznych, niezdobytych przez Francuzów skrawków państwa pruskiego. Armie francuskie oblegały Kołobrzeg od 26 kwietnia 1807 do 2 lipca 1807 roku. Miasto bronione było skutecznie przez oddziały pod przywództwem Augusta von Gneisenau mimo znacznej przewagi liczebnej Francuzów (obrońców było 5700 wobec 18 000 żołnierzy Napoleona). Wojska napoleońskie odstąpiły dopiero w obliczu zawarcia traktatu pokojowego w Tylży. Zdarzenie to wykorzystane zostało przez nazistowską propagandę w końcu wojny – na bazie wydarzeń z 1807 roku powstał film „Kolberg”.

## Kołobrzeski kurort

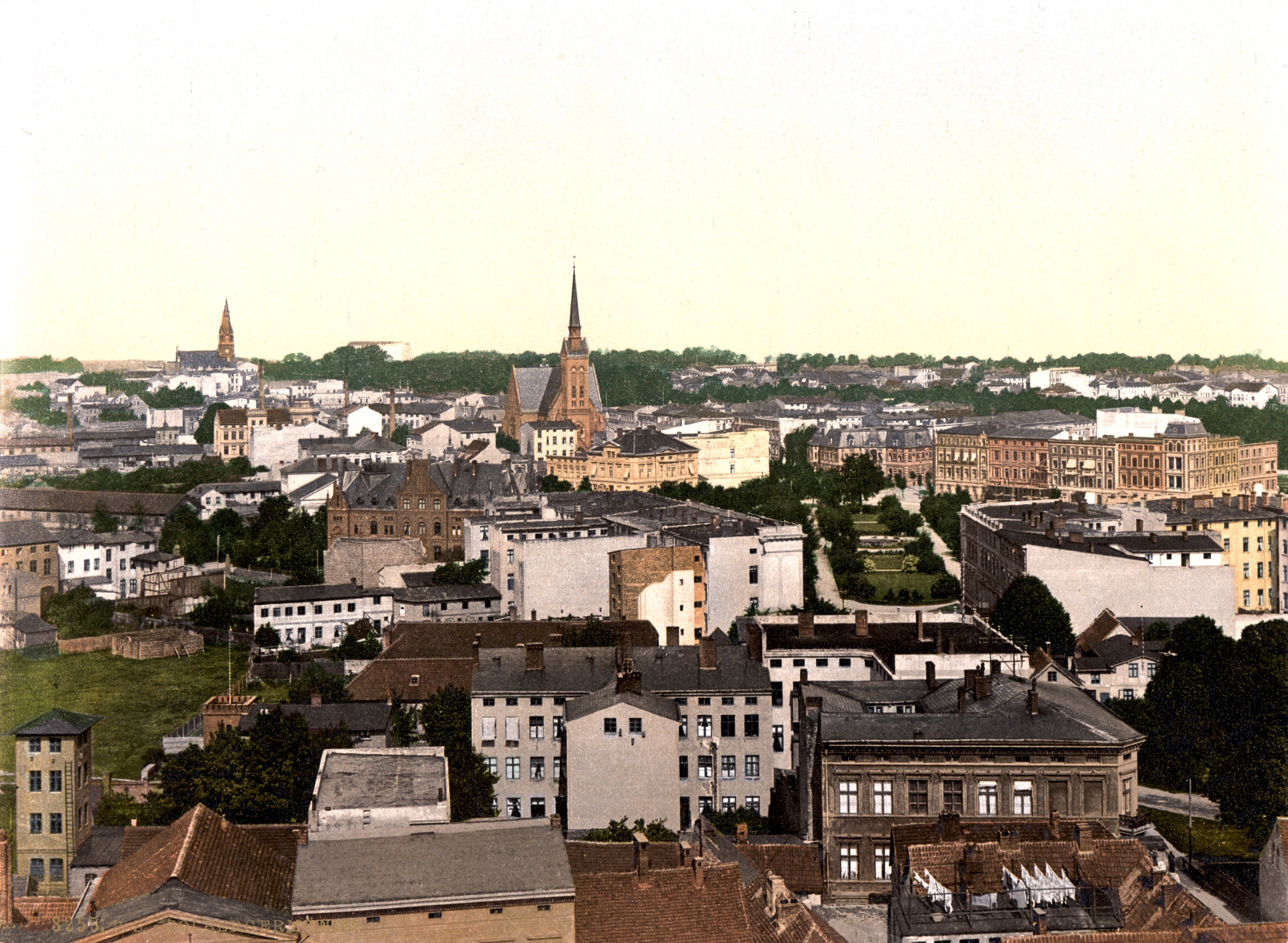
Widok z 1890-1905

W 1830 otwarto tu pierwszy zakład kąpieli solankowych i przed nadmorskim miastem pojawiła się zupełnie nowa perspektywa. Przebadana przez specjalistów solanka zawierała brom, jod, sód, jony wapni, żelaza, magnezu i inne korzystne dla zdrowia pierwiastki. Z rozmachem zaczęły powstawać coraz to nowe zakłady kąpieli solankowych. W kilkanaście lat miasto stało się znanym uzdrowiskiem w tej części Europy. Bogacenie się mieszkańców widocznie było w działaniach miejscowych władz. Odbudowano ratusz w stylu neogotyckim, kolegiatę, powstało nowe kamienne molo portowe, wzniesiono nowy gmach Urzędu Miejskiego, otwarto teatr. Kołobrzeg uzyskał połączenie kolejowe ze Szczecinem, Gdańskiem, Poznaniem oraz Koszalinem. Już pod koniec XIX w. ulice rozświetliły latarnie gazowe, a na początku XX w. zaczęły sprawnie działać wodociągi. Aż do wybuchu II wojny światowej miasto rozwijało się z dala od politycznego zgiełku, ciesząc się sławą znakomitego uzdrowiska.

## Po II wojnie światowej

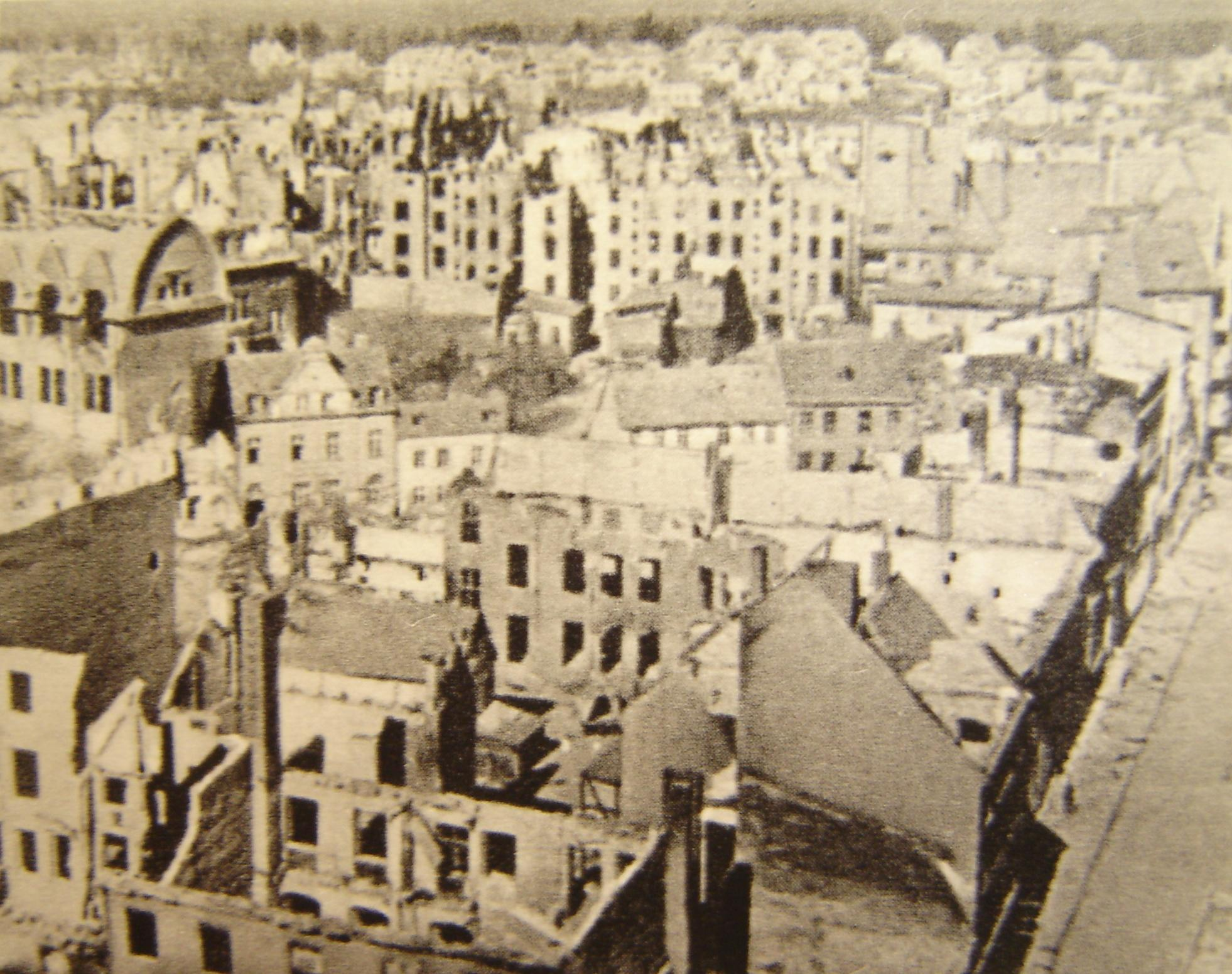
Kołobrzeg w 1945

W końcowym okresie II wojny światowej Niemcy ogłosili Kołobrzeg twierdzą i z wielką determinacją bronili miasta. Po przełamaniu głównej linii obrony Wału Pomorskiego szturm na Kołobrzeg (Bitwa o Kołobrzeg) podjęła 1 Armia Wojska Polskiego oraz wojska radzieckie I Frontu Białoruskiego. Niemcy bronili każdego skrawka miasta, każdego budynku. Dopiero ostrzał z baterii katiusza, które m.in. obróciły w gruz zabytkową kolegiatę, przyniósł przełom. Ostatnie walki toczyły się o fort Ujście. Miasto zdobyto 18 marca 1945. Tego samego dnia uroczyście odnowiono Zaślubiny Polski z morzem, zapowiedź zdobycia przez Polskę Pomorza. Po ustaniu działań wojennych w gruzach znalazło się ponad 90% budynków. W okresie powojennym miasto utrzymało status siedziby władz powiatowych. Szybko rozpoczęto odbudowę, początkowo urządzeń portowych, a następnie zabudowy mieszkalnej. W 1956 uruchomiono uzdrowisko, w 1976 powstało PP „Polska Żegluga Bałtycka”. W okresie PRL-u słynęło z Festiwalu Piosenki Żołnierskiej, w 1975 miasto odznaczono Orderem Odrodzenia Polski II Klasy.

## Historyczne części miasta
Kołobrzeg posiadał kilkanaście części miasta. Niektóre były dawniej podmiejskimi wsiami. W 1947 i 1948 roku zmieniono niemieckie nazwy na polskie.
| Nazwa polska              | Nazwa niemiecka         | Opis | Współrzędne geograficzne                  |
| ------------------------- | ----------------------- | --- | ----------------------------------------- |
| Budzim                    | Münde (Münder Vorstadt) | od wschodniej zabudowy portu do ul. A. Fredry                                                                                | 54°11′03″N 15°34′55″E/54,184167 15,581944 |
| Gorzyszewo                | Grünhausen              | zach. cz. ul. Jedności Narodowej, ul. Jana III Sobieskiego, ul. Kasztanowa, ul. Wylotowa                                     | 54°10′36″N 15°32′48″E/54,176667 15,546667 |
| Kostrzewno                | Siederland              | ul. Rolna, północna cz. ul. Sienkiewicza, ul. Rybacka, ul. Jedności Narodowej                                                | 54°10′25″N 15°33′01″E/54,173611 15,550278 |
| Lęborskie Przedmieście    | Lauenburger Vorstadt    | od ul. Kupieckiej po ul. Bogusława X                                                                                         | 54°10′30″N 15°35′06″E/54,175000 15,585000 |
| Lubinia                   | Erdmannshof             | zabudowa przy ul. Koszalińskej 68, koło Kądzielna                                                                            | 54°10′48″N 15°37′48″E/54,180000 15,630000 |
| Lubostronie               | Vineta (Elysium)        | obszar nad morzem k. Podczela                                                                                                | 54°11′48″N 15°38′46″E/54,196667 15,646111 |
| Luboszyce                 | Am Strande              | północna część ul. Wschodniej, ul. F. Morawskiego                                                                            | 54°11′18″N 15°36′14″E/54,188333 15,603889 |
| Podczele                  | Kolberg Stadtwald       | nazwa dotyczyła początkowo jedynie przystanku kolejowego                                                                     | 54°11′15″N 15°38′45″E/54,187500 15,645833 |
| Podzamcze                 | Saltzberg               | obszar Wyspy Solnej, ul. Warzelnicza                                                                                         | 54°10′44″N 15°33′39″E/54,178889 15,560833 |
| Psary                     | Stadfeld                | od ul. Wł. Łokietka do ul. Wł. Jagiełły                                                                                      | 54°10′07″N 15°35′35″E/54,168611 15,593056 |
| Radzikowo                 | Neu-Geldern             | dawniej zabudowa tylko przy ul. Cisowej                                                                                      | 54°09′42″N 15°33′07″E/54,161667 15,551944 |
| Radzikowskie Przedmieście | Gelder Vorstadt         | obszar ograniczony ul. 1 Maja, ul. Artyleryjską, ul. Wolności i zabudową przy ul. Trzebiatowskiej od strony Kanału Drzewnego | 54°10′12″N 15°34′11″E/54,170000 15,569722 |
| Więcemino                 | Karlsberg               | teren przy ul. 6 Dywizji Piechoty, ul. św. Wojciecha a ul. Witkowice                                                         | 54°09′30″N 15°33′58″E/54,158333 15,566111 |
| Załęże                    | Maikuhle                | obszar na zachód od portu i na północ od ul. Wiosennej                                                                       | 54°10′45″N 15°32′47″E/54,179167 15,546389 |
| Zielenin                  | Stubbenhagen            | okolice ul. Okopowej | 54°10′50″N 15°34′42″E/54,180556 15,578333 |
| Żółczyce                  | Schülerbrink            | obszar opuszczony przy Podczelu, przy obecnej drodze krajowej nr 11                                                          | 54°11′15″N 15°38′19″E/54,187500 15,638611 |